# Atopsyche chirihuana
Atopsyche chirihuana is een schietmot uit de familie Hydrobiosidae. De soort komt voor in het Neotropisch gebied.